# Century Resorts Acapulco
Los Condominios Century Resorts Acapulco son tres edificios localizados en el puerto de Acapulco, Guerrero, en el sur de México, su acceso principal se localiza sobre la calle Francia a unos metros de la Avenida Costera Miguel Alemán. Desde el año 1994 se convirtieron en una de las más altas de Acapulco y del sur de México.

## Historia
El Conjunto Century Resorts Acapulco inició sus operaciones en diciembre de 1994 con la inauguración de la Torre Portofino de 43 departamentos al que le siguió tres años después la Torre Portobello con otros 43 departamentos e inaugurada en febrero de 1998. Posteriormente en el año 2002 fue puesta en operación la Torre Portoreal con 23 departamentos de 305 M² , uno por nivel. 
El concepto constructivo fue diseñado sobre una superficie de 16,000 metros cuadrados y desarrollado por un grupo de reconocidos inversionistas quienes pensaron en dotarlo de los mejores servicios.

## Torre Portofino
- Altura- 105 metros.
- Espacio de habitaciones - 305 m³.
- Departamentos: 43
- Condición: En uso
- Inauguración: 1994
- Rango: 	
  - En México: 146.º lugar,
  - En Acapulco: 18º lugar
  - En el Sur de México: 18º lugar

## Torre Portobello
- Altura- 105 metros.
- Espacio de habitaciones - 305 m³.
- Departamentos: 43
- Condición: En uso
- Inauguración: 1998
- Rango: 	
  - En México: 146.º lugar,
  - En Acapulco: 18º lugar
  - En el Sur de México: 18º lugar

## Torre Portoreal
- Altura- 114.5 metros.
- Espacio de habitaciones - 305 m³.
- Departamentos: 23
- Condición: En uso
- Inauguración: 2002
- Rango: 	
  - En México: 122.º lugar,
  - En Acapulco: 6º lugar
  - En el Sur de México: 6º lugar